# Rehambal
Rehambal è una suddivisione dell'India, classificata come census town, di 6.990 abitanti, situata nel distretto di Udhampur, nel territorio del Jammu e Kashmir. In base al numero di abitanti la città rientra nella classe V (da 5.000 a 9.999 persone).

## Geografia fisica
La città è situata a 32° 55' 30 N e 75° 03' 41 E.

## Società

### Evoluzione demografica
Al censimento del 2001 la popolazione di Rehambal assommava a 6.990 persone, delle quali 3.636 maschi e 3.354 femmine. I bambini di età inferiore o uguale ai sei anni assommavano a 888, dei quali 438 maschi e 405 femmine. Infine, coloro che erano in grado di saper almeno leggere e scrivere erano 4.712, dei quali 2.530 maschi e 2.182 femmine.